# Maurice de Saxe (1696-1750)
Pour l’article homonyme, voir Maurice de Saxe (1521-1553).
 (novembre 2018).
Maurice de Saxe, né le 28 octobre 1696 à Goslar (ville libre d'Empire) et mort le 30 novembre 1750 au château de Chambord, est un militaire français, titré comte de la Raute (1696-1710) puis comte de Saxe (1710-1750). Il était maréchal général des camps et armées de Louis XV.

## Biographie

### Origines et famille
Maurice de Saxe est le fils adultérin de Marie-Aurore, comtesse de Königsmark, et de l'électeur de Saxe, Frédéric-Auguste Ier. Il est baptisé Hermann Moritz et immédiatement appelé « comte de Saxe » ou « comte de la Raute » (« Graf von der Raute », ce titre disparaissant en 1710).

### Les années de formation
Il passe à Hambourg sa première année, avant d'être présenté en 1698 à son père, devenu Auguste II de Pologne. Il est ensuite élevé à Berlin puis à Utrecht et à La Haye. Il y reçoit une éducation très mince, très tôt tournée vers la chose militaire : en 1709, il est confié au comte de Schulenburg, chargé de lui apprendre le métier des armes. La même année, il assiste à la campagne de Flandre comme enseigne dans le régiment de la Reine, sous les ordres de Frédéric de Württemberg. Il ne participe pourtant pas aux combats. En 1711, il est reconnu par son père. Il reçoit officiellement le titre de comte de Saxe, et son premier régiment, les Cuirassiers de Beust.
Le 20 décembre 1712, il participe à sa première bataille, à Gadebusch, contre les Suédois menés par Magnus Stenbock. Son régiment subit de lourdes pertes, et son camp se voit infliger une sévère défaite. Le jeune colonel y apprend les bénéfices de la discipline de la troupe. Son régiment s'étant livré à des désordres lors de la retraite, il se voit contraint de marcher quatre jours en queue d'armée, avec les valets. Cette punition le marquera profondément et inspirera ses principes de subordination : le chef ne doit connaître que ses immédiats subordonnés, qui eux-mêmes font de même, jusqu'aux sergents.
Par ailleurs, Maurice de Saxe témoigne déjà d'un penchant marqué pour les plaisirs et la dissipation. Dans l'espoir de l'assagir, son père le marie à Johanna-Victoria de Löben, riche héritière de petite noblesse saxonne, âgée de 15 ans. En 1716, la paix avec la Suède amène la dissolution de nombre de régiments, dont celui de Maurice. Celui-ci refuse d'être réformé et se plaint à son père, qui doit le menacer de l'enfermer à Königstein, qui faisait office de prison d'État. Maurice doit alors se retirer sur ses terres. En 1721, il demande et obtient la séparation d'avec sa femme. La même année, son père, qui le trouve trop remuant et dans le but d'écarter un rival de son fils légitime, le futur Auguste III de Pologne, l'envoie chercher du service en France.

### Duc de Courlande
Dès son arrivée en mai, Maurice reçoit le brevet de maréchal de camp. Il achète le régiment de Sparre-Infanterie, qui manque de le ruiner, et qu'il rebaptise régiment de Saxe-Infanterie. Très vite, il s'en lasse, et en 1725, aidé financièrement par Adrienne Lecouvreur, il part pour Varsovie, avec comme objectif la couronne ducale de Courlande. Ce faisant, il entre en conflit direct avec les intérêts polonais, donc avec son père. Le 26 juin 1726, avec l'appui d'Anna Ivanovna (future Anne Ire de Russie), la duchesse douairière, il est élu duc de Courlande et de Sémigalle par la Diète de Mittau. Aussitôt, la Diète polonaise refuse de reconnaître le nouveau duc. En novembre, Auguste II proclame le rattachement de la Courlande à la Pologne. La guerre de succession de Courlande commence. La situation est confuse. La Diète courlandaise refuse ensuite à Maurice l'institution d'une armée permanente. Le nouveau duc perd également l'appui d'Anna Ivanovna, ulcérée d'avoir été trompée pour une chambrière, alors qu'ils sont fiancés[réf. nécessaire]. Enfin, Catherine Ire de Russie meurt, laissant sur le trône son beau-petit-fils Pierre, âgé de 12 ans et régenté par Alexandre Menchikov. Celui-ci, se prétendant gentilhomme polonais, décide de régler la situation courlandaise. Maurice est chassé par des troupes russes beaucoup trop nombreuses. En 1727, il rentre à Paris.

### Au service de la France
Il traverse ensuite une période difficile : il perd sa mère en 1728, sa maîtresse, la comédienne Adrienne Lecouvreur en 1730, puis son père en 1733. De plus, la Cour l'a oublié pendant son aventure de Courlande.

#### Mes Rêveries
Maurice se consacre alors à la rédaction d'un ouvrage sur la guerre et la tactique. Il l'intitule Mes Rêveries. Publié à titre posthume à Amsterdam en 1757 par Arestée et Merkus, il s'inspire de la lecture du Commentaire sur Polybe du chevalier de Folard, Polybe lui-même, les traités du marquis de Puységur, La Science du chef d'armée, d'Onosandre et l’Abrégé des questions militaires de Végèce. L'œuvre du comte de Saxe comprend deux parties « Les parties de détail » et « Les parties sublimes ».
Dans la première partie, Maurice expose les questions d'intendance : le recrutement, l'uniforme, la nourriture, la discipline, etc.

#### Guerre de Succession de Pologne
La guerre de Succession de Pologne lui donne une occasion de reparaître sur le devant de la scène. Stanislas Leszczyński se porte candidat et est élu le 12 septembre 1733. Cependant, le 5 octobre, des opposants élisent de leur côté l'électeur de Saxe, Frédéric-Auguste, demi-frère de Maurice. C'est le conflit. Maurice choisit de maintenir son allégeance au roi de France. Il intègre l'armée du Nord-Est, menée par Berwick. Rapidement, il s'illustre par plusieurs coups d'éclat, et se lie au duc de Noailles, ce qui sera déterminant car c'est grâce à l'intervention du maréchal que Louis XV accepta un officier allemand, protestant et ambitionnant une couronne dans quelque pays d'Europe. Le 1er août 1734, il est promu lieutenant général. La guerre s'enlise cependant, du fait du manque d'audace des vieux maréchaux français. En 1735, une paix est signée. Frédéric-Auguste est confirmé sur le trône, sous le nom d'Auguste III, tandis que Leszczynski reçoit le duché de Lorraine.

#### Guerre de Succession d'Autriche

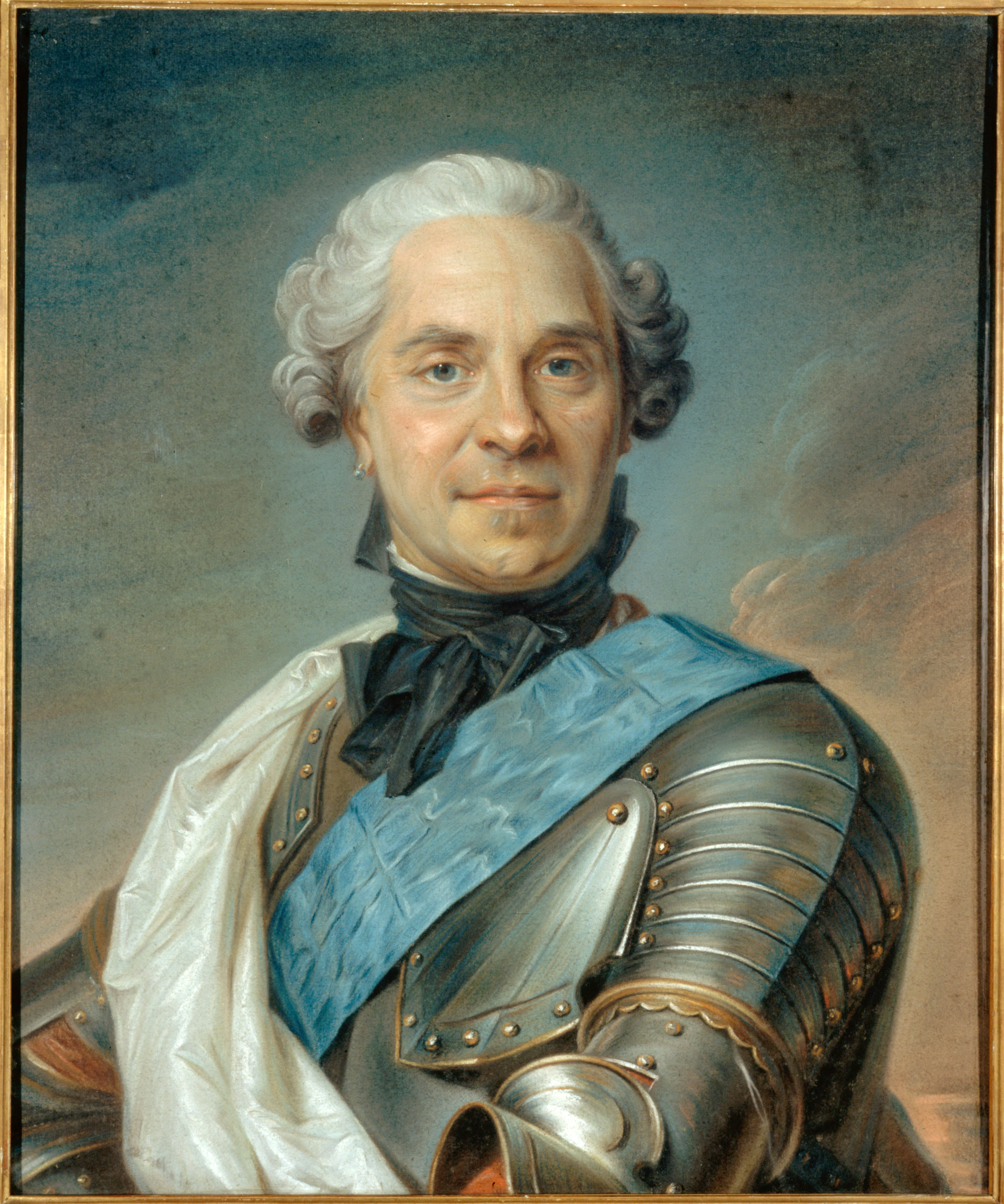
Portrait de Maurice de Saxe, maréchal de France, par Quentin de La Tour, vers 1748, musée de la Vie romantique, Paris.

En 1740, Frédéric-Guillaume Ier de Prusse et l'empereur Charles VI trouvent la mort. Ces deux décès bouleversent l'équilibre des puissances en Europe. La Pragmatique Sanction prévoit l'accession au trône impérial de Marie-Thérèse, fille du feu empereur. En décembre, Frédéric II de Prusse pénètre en Silésie, entraînant ainsi la France dans la guerre, par le jeu de l'alliance bavaroise. Maurice se retrouve bien embarrassé par la nouvelle situation. Farouchement pro-saxon au début de la guerre, il court le risque de se battre contre les armées de son demi-frère. Il le presse vivement de s'allier au camp franco-prussien, et emporte finalement la décision du roi de Pologne. En août 1741, Maurice traverse le Rhin à la tête d'une division de cavalerie. C'est le début de la campagne de Bohême durant laquelle il contribue de façon déterminante à la prise de la ville de Prague.
Enfin, Maurice de Saxe dirige l'armée française qui envahit les Pays-Bas autrichiens et la Hollande. Il réclame sur le front la présence de Sa Majesté qui selon lui, équivaut à un renfort de 50 000 hommes. Cette campagne est marquée par une succession ininterrompue de victoires : siège de Tournai, bataille de Fontenoy, bataille de Rocourt (Rocourt en Belgique, près de Liège).
Maurice de Saxe s'empare de surcroît de Bruxelles, ville qui n'avait jamais été prise par les Français, ainsi que de Maastricht, menaçant ainsi directement les Provinces-Unies. En un temps record car Maurice de Saxe a renoncé à l'usage du camp d'hiver pour faire campagne dès le mois de janvier, tous les Pays-Bas autrichiens, la Zélande et la principauté de Liège sont occupés par les troupes du « Roi Très Chrétien ». Le roi Louis XV le nomme alors maréchal général des camps et armées, plus haute distinction militaire française qui avait été confiée seulement à Turenne et à Villars avant lui.
Enfin, Louis XV fait annoncer lors des préliminaires de paix, « faire la paix en roi et non en marchand » et renonce à l'annexion des Pays-Bas autrichiens, au grand dam du maréchal de Saxe. Les troupes françaises évacuent le pays tandis que l'allié prussien réussit à conserver la Silésie. Les Français s'étaient battus en vain.
Grand amateur d'art dramatique, le maréchal de Saxe se faisait suivre aux armées par une troupe de théâtre « de campagne » et entendait ainsi soutenir le moral de ses troupes, mais également le fortifier par la représentation de sentiments sublimes. Ainsi, il charge au printemps 1746, l'auteur Charles-Simon Favart, de diriger cette troupe ambulante de comédiens. Son épouse, l'actrice Mme Favart, est engagée également par le vainqueur de Fontenoy et devient sa maîtresse.

### Le grand seigneur
Maurice de Saxe, fort de son prestige, contribua puissamment au remariage du dauphin Louis avec sa propre nièce Marie-Josèphe de Saxe (1747).
Louis XV récompensa également le maréchal de Saxe de ses victoires militaires en lui faisant don en pleine propriété de Chambord, en 1748. Le vieux château, qui avait déjà accueilli Stanislas Leszczyński, était à l'époque totalement passé de mode, glacial, incommode, et implanté sur un domaine giboyeux mais infesté de moustiques. Il était en outre délabré : un véritable cadeau empoisonné ![réf. nécessaire]
De tempérament fougueux, le maréchal y organisa pourtant une vie princière et fantasque, entouré des soldats de trois régiments de cavalerie. Il se constitue une garde personnelle composée d'esclaves noirs provenant de Guinée, du Congo et de Madagascar, et montée sur des chevaux blancs. Passionné de chevaux et de chasse, il ordonna l'achèvement des écuries commencées par Jules Hardouin-Mansart pour y installer un haras royal. Il jouissait des droits de basse, moyenne et haute justice, et il fit pendre, dit-on, certains de ses soldats pour manquement à la discipline.
Selon les Mémoires du marquis d'Argenson, Maurice de Saxe, à la fin de sa vie, aurait demandé au roi de France « le don et la souveraineté de l'île de Madagascar pour la faire habiter par des familles allemandes qu'il sait pauvres et qui iraient bien s'y établir ».
Il fit restaurer par l'architecte des Bâtiments du roi Jean-Baptiste Collet le théâtre du château où Molière avait joué. Malgré sa ferme volonté, il ne put obtenir que les Favart se rendent à son invitation au château, où il les aurait quasiment séquestrés.
Le maréchal de Saxe mourut à Chambord en 1750, victime selon la légende d'une blessure mortelle dans un duel avec le prince de Conti, mais plus vraisemblablement emporté par les suites d'un rhume mal soigné.
Ses neveux, l'un, François-Xavier de Saxe, frère de la dauphine, hérita d'une partie des archives du maréchal, tandis que l'autre, le comte de Frise (de) eut en succession Chambord, où il résida durant cinq ans, ensuite il le revendit au roi.

## Mausolée

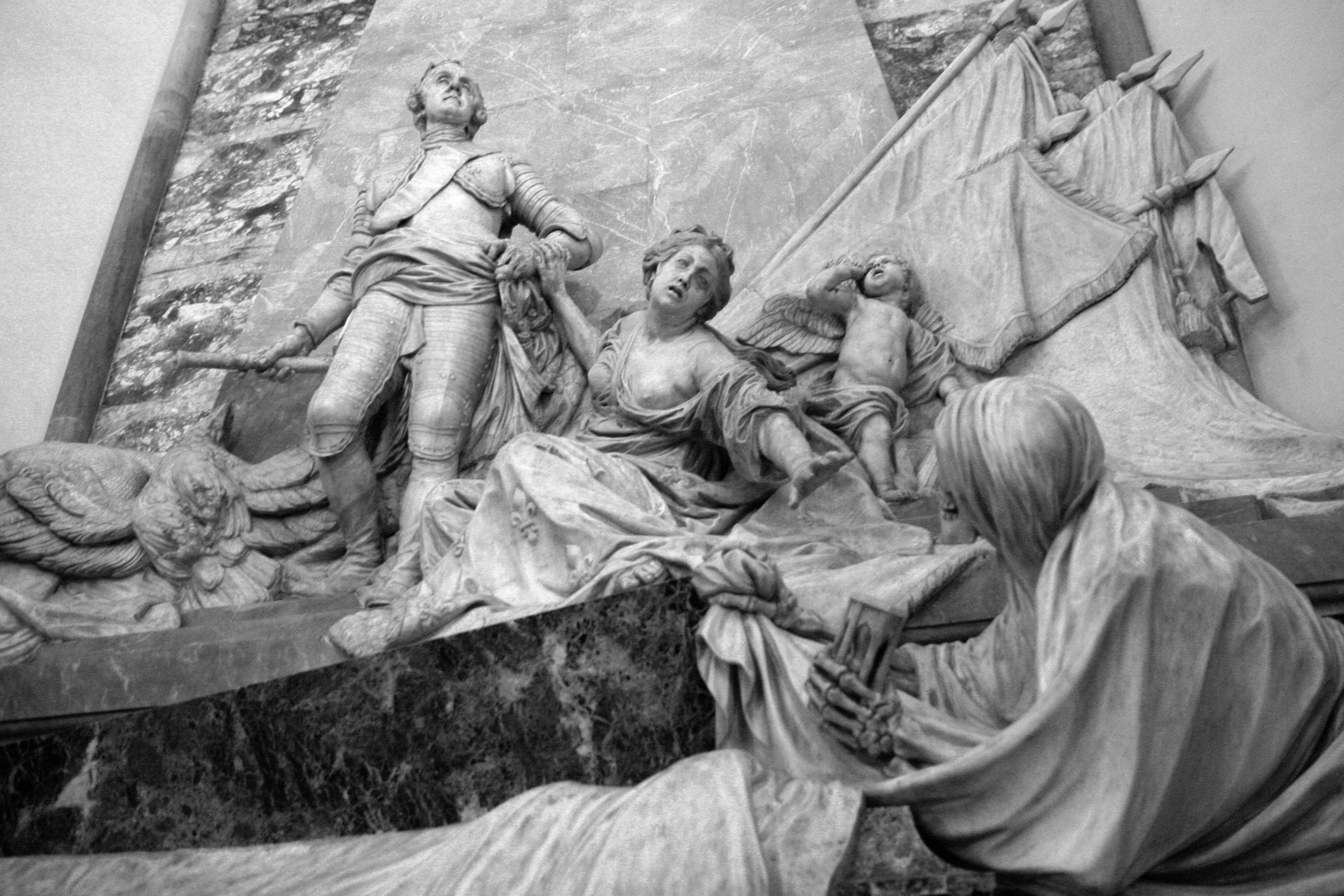
Mausolée du maréchal de Saxe

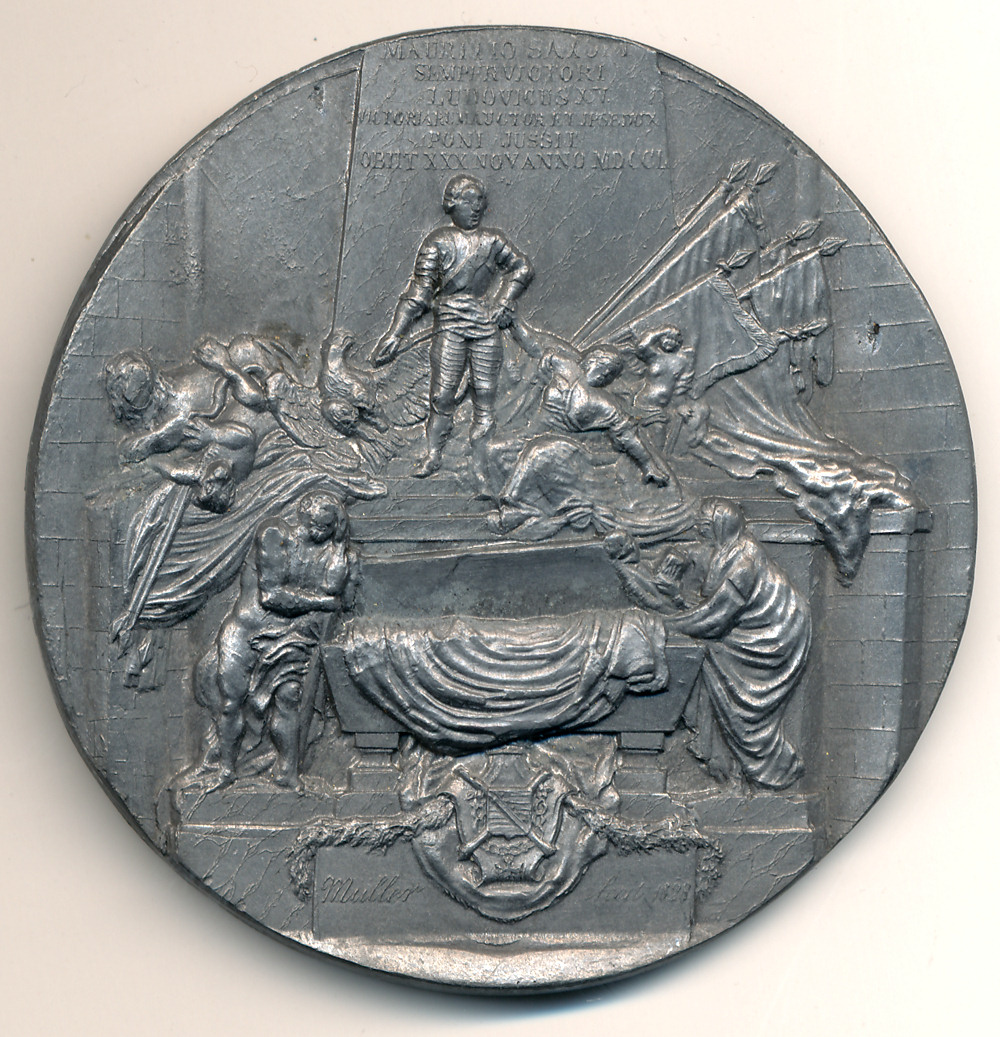
Médaille représentant le mausolée du maréchal Maurice de Saxe à Strasbourg, médaille en plomb, 60 mm, signée Müller 1828, frappée sur les coins d'origine pour le Cercle numismatique d'Alsace en 1933.

Une cérémonie funèbre fut célébrée à Paris pour le maréchal de Saxe, mais le grand militaire, protestant, ne pouvait être inhumé dans la capitale. Son corps fut donc envoyé à Strasbourg (la principale ville protestante du royaume) pour y être inhumé. Le corps arriva à Strasbourg le 7 février 1751 et fut d'abord placé dans l'église du Temple-Neuf où le pasteur et théologien Jean Léonard III Froereisen prononça sa Harangue. Louis XV commanda alors à Jean-Baptiste Pigalle un magnifique mausolée, élevé à partir de 1771 dans le chœur de l'église protestante Saint-Thomas, les restes du corps, qui à la demande du maréchal, avaient été mis dans de la chaux vive, furent transférés dans un caveau sous ce mausolée. C'est une œuvre monumentale, dont le thème est classique: la Mort appelle le maréchal au tombeau, tandis que la France sous les traits d'une figure féminine en pleurs le retient du bras. Des drapeaux brisés, un aigle, un lion, et un léopard rappellent les pays vaincus par ce grand soldat lors de la bataille de Fontenoy (l'Autriche, les Provinces-Unies et la Grande-Bretagne respectivement), dont la statue altière, cuirassée, arbore un visage étonnement réaliste mais serein.

## Descendance

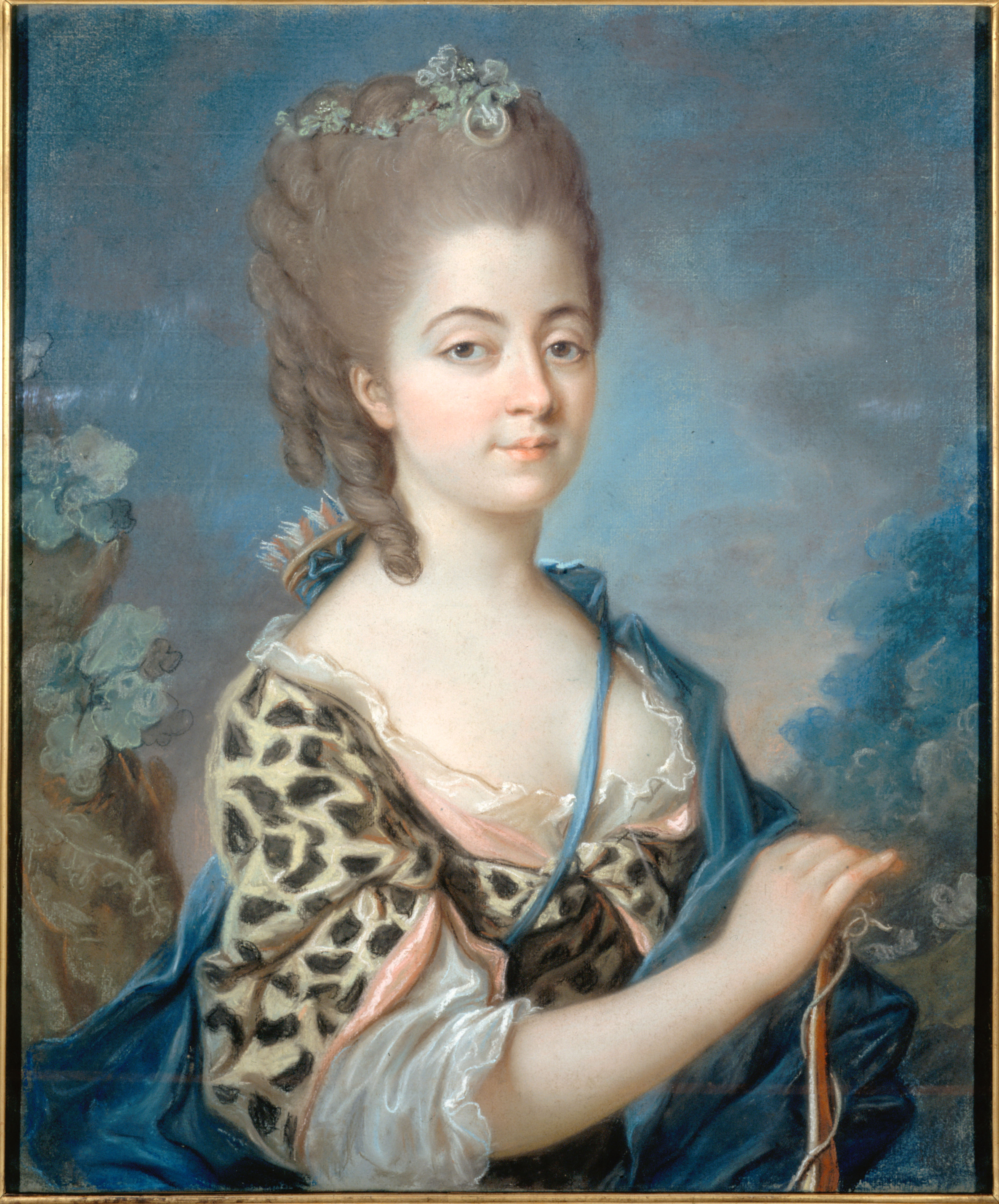
Marie-Aurore de Saxe en Diane chasseresse. Pastel du XVIIIe siècle.
Musée de la Vie romantique à Paris.

Maurice de Saxe est l'arrière-grand-père d'Aurore Dupin (1804–1876) dite George Sand, par sa fille naturelle Marie-Aurore de Saxe. George Sand dans son livre autobiographique, Histoire de ma vie, fait état des origines de sa grand-mère, Marie-Aurore de Saxe, après des recherches dans les archives et les bibliothèques. Elle cite notamment, l'arrêt du Parlement de Paris en date du 15 mai 1766 et l'ouvrage de Me Jean-Baptiste Denisart, procureur au Châtelet de Paris, Collection de décisions nouvelles et de notions relatives à la jurisprudence actuelle, dans son édition de 1771, t. III, p. 704 : 

« La demoiselle Marie-Aurore, fille naturelle de Maurice, comte de Saxe, maréchal général des camps et armées de France, avait été baptisée sous le nom de fille de Jean-Baptiste de la Rivière, bourgeois de Paris, et de Marie Rinteau, sa femme. La demoiselle Aurore étant sur le point de se marier, le sieur de Montglas avait été nommé son tuteur par sentence du Châtelet, du 3 mai 1766. Il y eut de la difficulté pour la publication des bans, la demoiselle Aurore ne voulant point consentir à être qualifiée de fille du sieur la Rivière, encore moins de fille de père et mère inconnus. La demoiselle Aurore présenta requête à la cour à l'effet d'être reçue appelante de la sentence du Châtelet. La cour, plaidant Me Thétion pour la demoiselle Aurore, qui fournit la preuve complète, tant par la déposition du sieur Gervais, qui avait accouché sa mère, que par les personnes qui l'avaient tenue sur les fonts baptismaux, etc., qu'elle était fille naturelle du comte de Saxe et qu'il l'avait toujours reconnue pour sa fille ; Me Massonnet pour le premier tuteur qui s'en rapportait à justice, sur les conclusions conformes de M. Joly de Fleury, avocat général, rendit, le 4 juin 1766, un arrêt qui infirma la sentence du 3 mai précédent ; émendant, nomma Me Giraud, procureur en la cour, pour tuteur de la demoiselle Aurore, la déclara en possession de l'état de fille naturelle de Maurice, comte de Saxe, la maintint et garda dans ledit état et possession d'icelui ; ce faisant, ordonna que l'acte baptistaire inscrit sur les registres de la paroisse de Saint-Gervais et Saint-Protais de Paris, à la date du 19 octobre 1748, ledit extrait contenant : Marie-Aurore, fille, présentée ledit jour à ce baptême par Antoine-Alexandre Colbert, marquis de Sourdis, et par Geneviève Rinteau, parrain et marraine, sera réformé, et qu'au lieu des noms de Jean-Baptiste de la Rivière, bourgeois de Paris, et de Marie Rinteau, sa femme, il sera après le nom de Marie-Aurore, fille, ajouté ces mots : naturelle de Maurice, comte de Saxe, maréchal général des camps et armées de France, et de Marie Rinteau ; et ce par l'huissier de notre dite cour, porteur du présent arrêt, etc. »

Honoré de Balzac rappelle l'ascendance de George Sand dans Albert Savarus : 

« Ainsi le talent, de même que la goutte, saute quelquefois de deux générations. Nous avons, de ce phénomène, un illustre exemple dans George Sand en qui revivent la force, la puissance et le concept du maréchal de Saxe, de qui elle est petite-fille naturelle. »

Cette descendance est contestée par l'historien Frédéric Hulot dans sa biographie du maréchal parue en 1989. Un des arguments avancés par l'historien est l'absence de toute mention de cette fille naturelle et de sa mère dans le testament de Maurice de Saxe alors que celui-ci avait, de son vivant, entrepris des démarches pour retrouver d'éventuels enfants naturels
Par ailleurs, Maurice de Saxe était grand-oncle des rois de France Louis XVI, Louis XVIII et Charles X (et cousins issus de germain de son petit-fils, Maurice Dupin de Francueil).

## Portraits
- Musée de la Vie romantique, Paris ; deux portraits en buste du maréchal de Saxe y sont exposés :
  - l'un est au pastel par Maurice Quentin de La Tour ;
  - l'autre est une terre-cuite par Laurent Delvaux.

Plusieurs pièces de mobilier, divers tableaux et de souvenirs provenant de son ascendance y sont également exposés, légués à la ville de Paris par Aurore-Lauth-Sand, petite-fille de George Sand et en conséquence lointaine descendante du maréchal de Saxe.
- Musée Cognacq-Jay, Paris : buste, plâtre original par Jean-Baptiste Lemoyne.
- Gemäldegalerie Alte Meister, Dresde : 
  - portrait au pastel par Maurice Quentin de La Tour ;
  - Portrait de Maurice de Saxe, maréchal de France par Jean-Marc Nattier en 1720[12].

## Honneurs et postérité
- Avenue de Saxe, dans les 7e et 15e arrondissements de Paris.
- Avenue du Maréchal-de-Saxe dans les 3e et 6e arrondissements de Lyon.
- Caserne Maurice-de-Saxe à Blois.

## Télévision
Joué par François Nambot, il apparaît dans le dernier épisode de la série Les Aventures du jeune Voltaire (2021).

## Œuvres
- Saxe, Maurice de. Mes rêveries. Ouvrage posthume de Maurice comte de Saxe Amsterdam/Leipzig 1757 disponible sur Gallica